# Lunetta
A lunetta a boltívekkel fedett környezetre jellemző építészeti elemajtó vagy ablak szemöldökfalától és a felette levő félkör vagy körszelet alakú, boltívtől határolt, gyakran festett vagy relieffel díszített falmező. Az olasz kifejezés jelentése: holdacska.

## Leírása
Az épületfalnak ez az a része, ahol egy donga-, kereszt- vagy bordás boltozat metszi magát a falat: a köríves boltozatoknál a lunetta félkör alakú, de lehet hegyes, tompa, elliptikus stb.
Formai hasonlósága miatt az ajtó íve és a felette lévő boltív közötti tér is lunettának számít.

## Története
A lunetta különösen érdekes a művészet történetében, mert gyakran díszítik freskókkal vagy más festészeti műfajokkal, magas vagy alacsony domborműves szobrokkal, vagy akár polikróm kerámiával, amelynek művészetében Andrea della Robbia, Luca della Robbia unokaöccse és fia, Giovanni della Robbia jeleskedtek. A lunetták szobordíszítése a romanika korában terjedt el, Franciaországban és Spanyolországban, majd később Itáliában is (Verona, Pisa ...).
A festészet területén a lunetta félköríves vagy hasonló alakú lapot jelent, amelyet oltárkép, poliptichon vagy egyéb koronájaként helyeznek el.

## Galéria

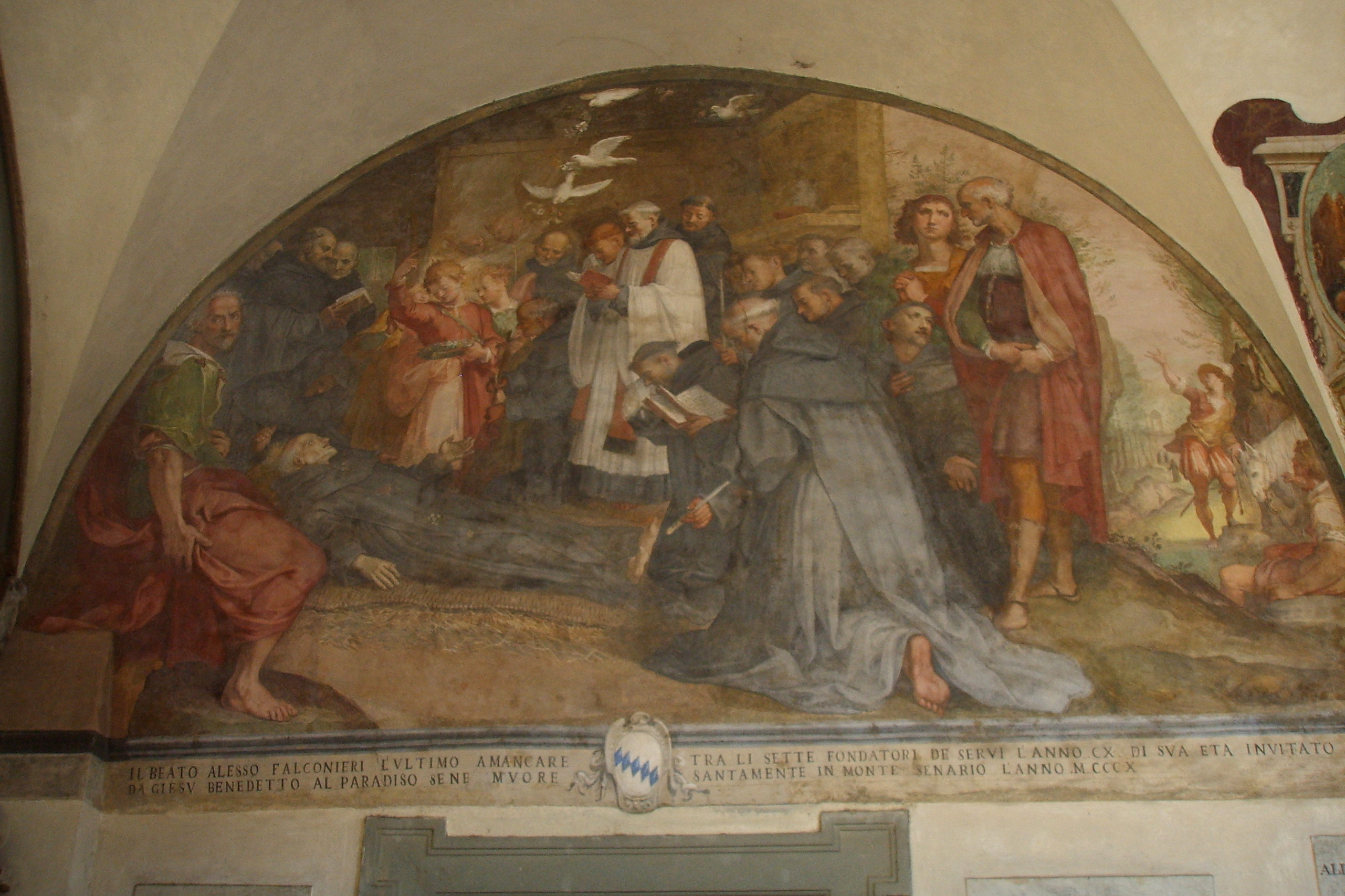
Bernardino Poccetti által freskózott lunetta (a Santissima Annunziata bazilika nagy kolostora, Firenze)
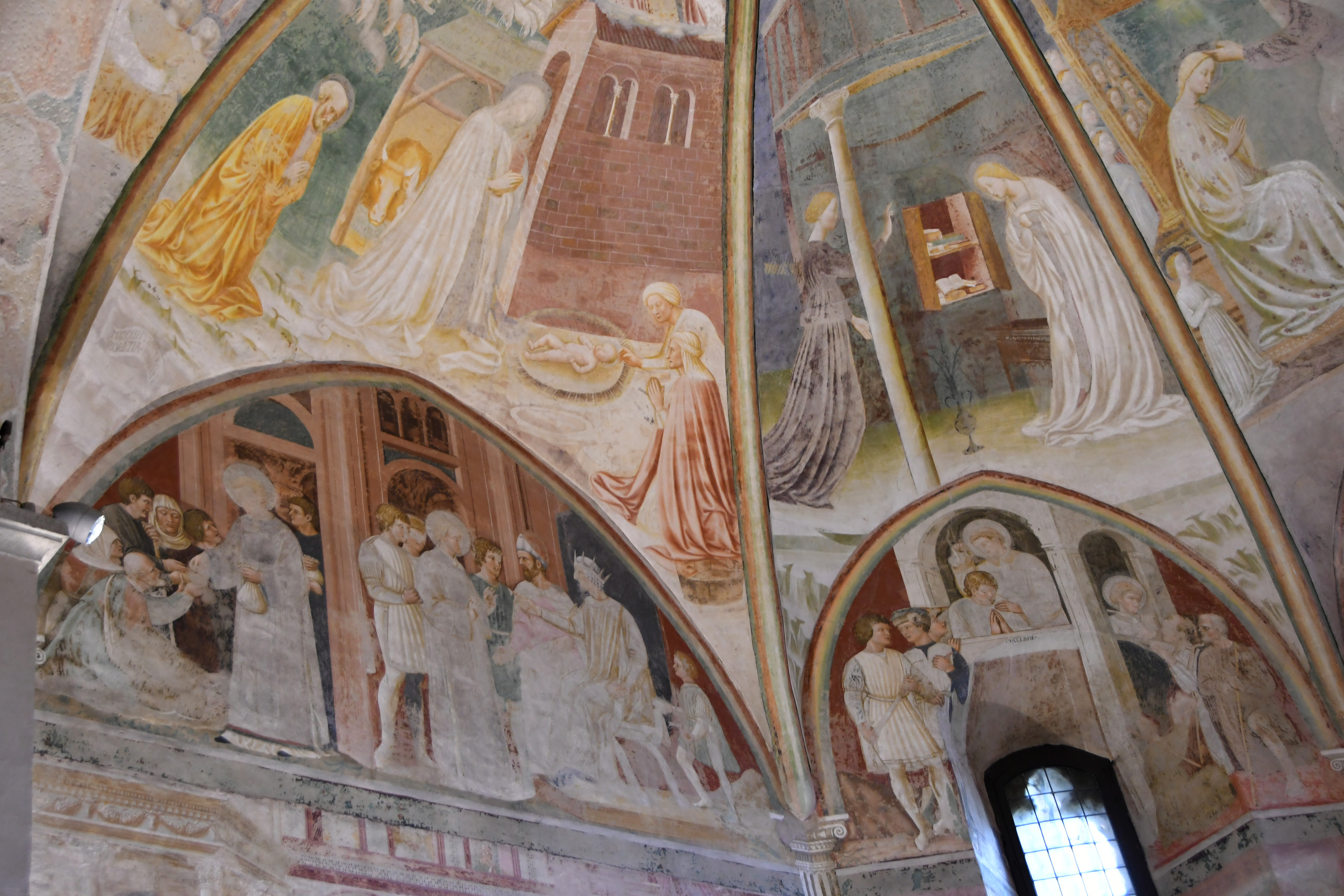
A Paolo Schiavo által freskózott éles ívű lunetták a Masolino da Panicale által freskózott vitorlák alatt a Castiglione Olona (Varese) kollégiumi templomban
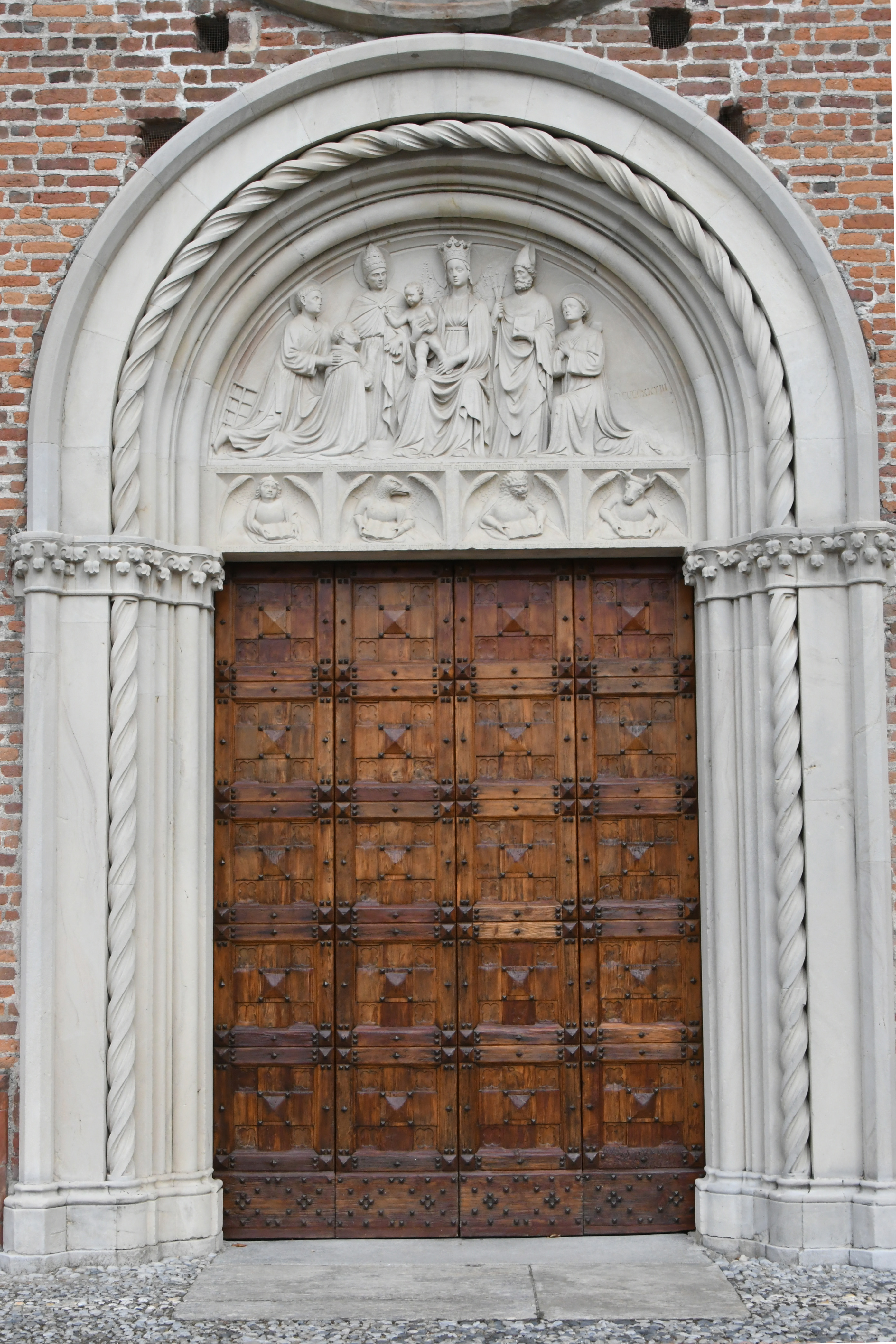
A Castiglione Olona (Varese) kollégiumtemplom bejárati kapujának 1428-as dátummal ellátott kerek ívű lunettája
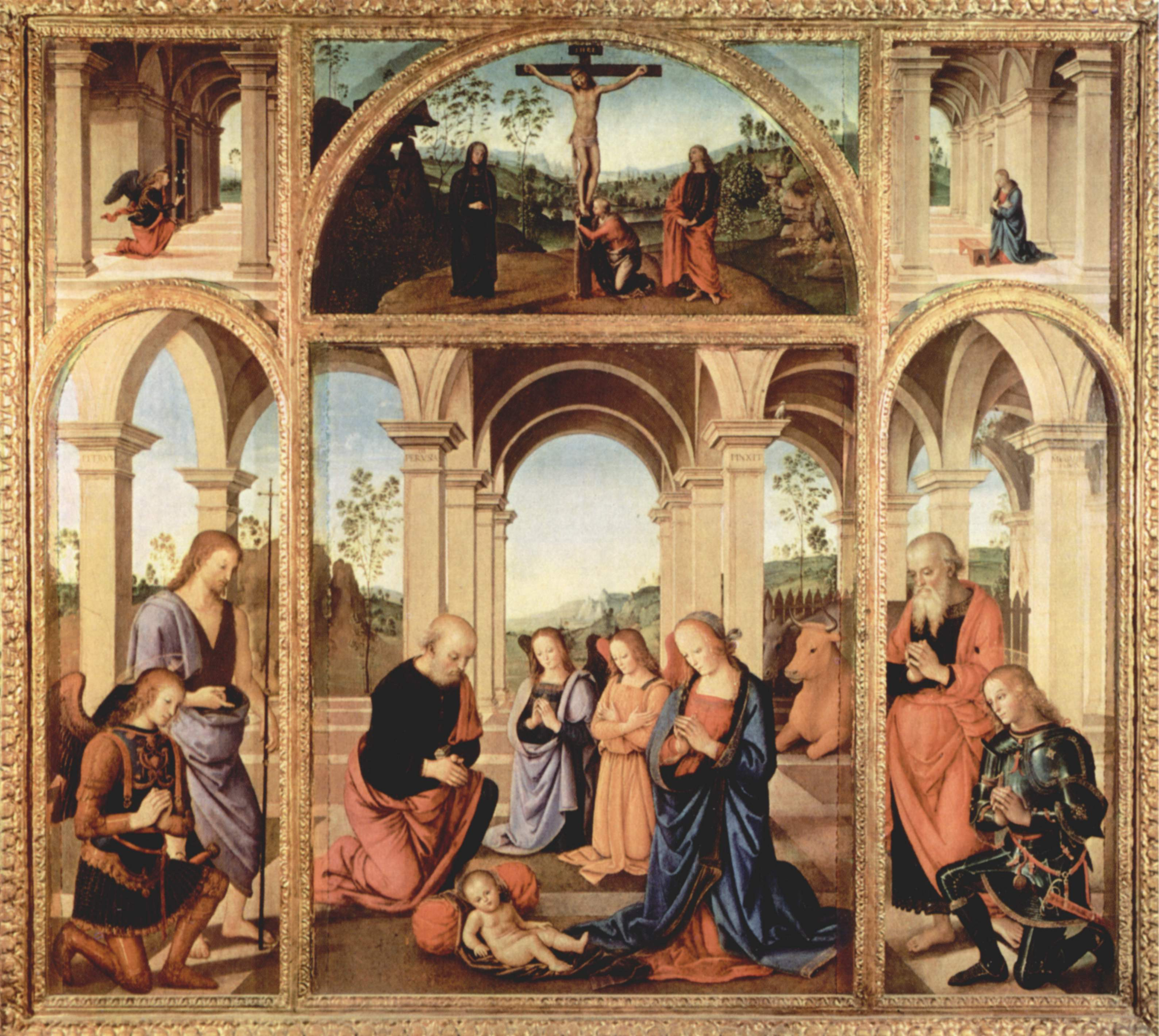
Pietro Perugino: szárnyas oltár

## Fordítás
- Ez a szócikk részben vagy egészben  a   Lunetta című olasz Wikipédia-szócikk ezen változatának fordításán alapul.  Az eredeti cikk szerkesztőit annak laptörténete sorolja fel. Ez a jelzés csupán a megfogalmazás eredetét és a szerzői jogokat jelzi, nem szolgál a cikkben szereplő információk forrásmegjelöléseként.